# ムアンロッブリー郡
座標: 北緯14度47分53秒 東経100度39分13秒 / 北緯14.79806度 東経100.65361度
ムアンロッブリー郡（ムアンロッブリーぐん、タイ語: อำเภอเมืองลพบุรี）は、タイの中部にある郡（アンプー）。ロッブリー県の県庁所在地（ムアン）でもある。

## 名称
ロッブリーとはラワ族の町という意味である。

## 歴史

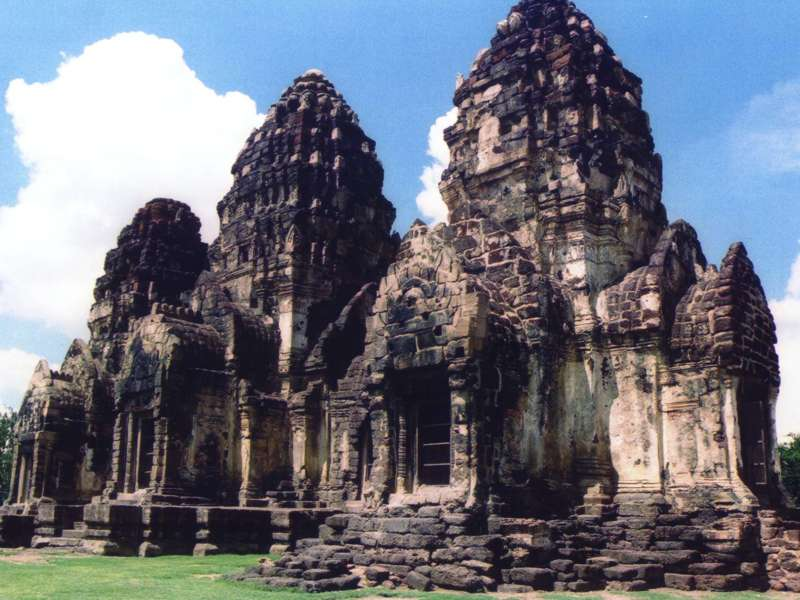
市内に残るクメール遺跡の1つプラーン・サームヨート

もともとドヴァーラヴァティー王国時代にモン族と思われる民族によってロッブリーは繁栄していた。7世紀に真臘の影響を受け、ラヴォー王国がドヴァーラヴァティー王国から独立。9世紀頃、アンコール朝が侵攻して来るに至って町は破壊された。そのため、ロッブリーで見られる古代建築の多くはクメール様式である。
時は下って、タイ族のアユタヤ時代初期にはラーメースワン王が派遣され、国の政治を行った。また、ナーラーイはフランスの侵攻の危機を感じ、フランスとの戦争に備えロッブリーを副都とした。この時にロッブリーは黄金時代を迎え、副首都になり、ナーラーイも年の半分以上をロッブリーで過ごした。その後、ラーマ4世（モンクット）はこのナーラーイの宮殿を修復した。
その後、ピブーンソンクラーム（第3・11代首相）は軍事都市としてロッブリーを再設計し、新市街地を旧市街地の4キロメートル東に建設した。
現在ではサルの町として知られ、毎年11月には猿祭りが開かれる。

## 地理
ロッブリーはロッブリー川の形成した平地にある。ロッブリー北東部には山がある。
交通は、タイ国鉄北本線が南北に走っており、北はナコーンサワン方面、南はアユタヤ方面と通じる。国道1号線（パホンヨーティン通り）は北から南東に通っており、北にコークサムローン、南東にサラブリー方面と通じている。国道311号線は西に向かって伸びて、シンブリー方面に通じている。

## 経済
農業が郡内の主な産業である。米が生産されているほか、飼料用のトウモロコシなどが生産されている。

## 行政区分
郡内は24のタムボンに分かれ、さらにその下位に223の村（ムーバーン）がある。市内には自治体（テーサバーン）が設置されており以下のようになっている。
- テーサバーンムアン・ロッブリー …… タムボン・ターヒンの全体およびタムボン・タレーチュップソーンの一部
- テーサバーンタムボン・カオプラガーム …… タムボン・カオプラガームの全体
- テーサバーンタムボン・コークトゥーム …… タムボン・コークトゥーム、タムボン・ニコムサーントンエーン

また郡内には、17のタムボン行政体（オンカーンボーリハーンスワンタムボン）がある。
1. タムボン・タレーチュップソーン …… タイ語: ตำบลทะเลชุบศร
2. タムボン・ターヒン …… タイ語: ตำบลท่าหิน
3. タムボン・コックコー …… タイ語: ตำบลกกโก
4. タムボン・コーンタヌー …… タイ語: ตำบลโก่งธนู
5. タムボン・カオプラガーム …… タイ語: ตำบลเขาพระงาม
6. タムボン・カオサームヨート …… タイ語: ตำบลเขาสามยอด
7. タムボン・コーククラティアム …… タイ語: ตำบลโคกกระเทียม
8. タムボン・コークラムパーン …… タイ語: ตำบลโคกลำพาน
9. タムボン・コークトゥーム …… タイ語: ตำบลโคกตูม
10. タムボン・ギウラーイ …… タイ語: ตำบลงิ้วราย
11. タムボン・ドーンポー …… ตำบลดอนโพธิ์
12. タムボン・タルン …… タイ語: ตำบลตะลุง

1. タムボン・ターケー …… タイ語: ตำบลท่าแค
2. タムボン・ターサーラー …… タイ語: ตำบลท่าศาลา
3. タムボン・ニコムサーントンエーン …… タイ語: ตำบลนิคมสร้างตนเอง
4. タムボン・バーンカンマーク …… タイ語: ตำบลบางขันหมาก
5. タムボン・バーンコーイ …… タイ語: ตำบลบ้านข่อย
6. タムボン・ターイタラート …… タイ語: ตำบลท้ายตลาด
7. タムボン・パーターン …… タイ語: ตำบลป่าตาล
8. タムボン・プロムマート …… タイ語: ตำบลพรหมมาสตร์
9. タムボン・ポーカオトン …… タイ語: ตำบลโพธิ์เก้าต้น
10. タムボン・ポータル …… タイ語: ตำบลโพธิ์ตรุ
11. タムボン・シークローン …… タイ語: ตำบลสี่คลอง
12. タムボン・タノンヤイ …… タイ語: ตำบลถนนใหญ่